# غاري رينارد
غاري رينارد (بالإنجليزية: Gary Renard)‏ هو كاتب أمريكي، ولد في 6 مارس 1951 في سالم في الولايات المتحدة.